# Штадтлер, Эдуард
Эдуард Штадтлер (нем. Eduard Stadtler; 17 февраля 1886, Агно, Эльзас — 5 октября 1945, «Спецлагерь N° 7» Заксенхаузен) — немецкий ультраправый политик, младоконсервативный публицист и издатель. По профессии школьный учитель. Видный деятель католической партии Центра. Участник Первой мировой войны на Восточном фронте. Активист политической борьбы периода Ноябрьской революции, один из организаторов убийства немецких коммунистов Розы Люксембург и Карла Либкнехта. Основатель антикоммунистических организаций Веймарской Германии, лидер Антибольшевистской лиги. Руководитель праворадикальных политических кампаний. Депутат рейхстага от Немецкой национальной народной партии. С 1933 года член НСДАП. Идеолог ультраправого солидаризма, популизма и консервативной революции, ранний пропагандист национал-социализма.

## Ранние годы. Католический активист. Восточный фронт и русский плен
Родился в Эльзасе, в то время принадлежавшем Германской империи. Учился в католической школе родного города, затем перешёл в школу в Бельфоре, где получил французскую степень бакалавра. Немецкий аттестат зрелости получил в Агно. Продолжал учёбу в Граце и Страсбурге. В 1910 году выдержал государственный экзамен. В 1910-1912 годах работал учителем в системе школьного образования.
Политически Эдуард Штадтлер принадлежал к правокатолическому движению. Состоял в партии Центр, был секретарём её молодёжной организации. Тесно сотрудничал с лидером католического консерватизма Мартином Шпаном. Штадтлер придерживался социальной доктрины Льва XIII, вместе со Шпаном разрабатывал программу «христианско-социального народного движения», рассчитанного на участие рабочих организаций. Отрыв пролетариата от марксизма, развитие в рабочей среде социально-консервативного политического сознания Штадтлер считал одной из важнейших задач.
В Первую мировую войну служил на Восточном фронте. В 1917 году попал в русский плен. Выучил русский язык, внимательно наблюдал за Русской революцией. Весной 1918 года был руководителем пресс-службы генерального консульства Германии в Москве. Утвердился в крайне правых политических убеждениях, проникся ненавистью к большевизму. Выступал за вмешательство Германии в российскую гражданскую войну на стороне антибольшевистских сил.

## Организация германского антибольшевизма
Вернувшись в Германию, 1 ноября 1918 года Эдуард Штадтлер выступил в большом зале Берлинской филармонии с лекцией «Большевизм как всемирная опасность». В декабре 1918 года Штадтлер основал Antibolschewistische Liga — Антибольшевистскую лигу. Эта организация оказала активную организационную, финансовую и агитационную поддержку ультраправым фрайкорам в ходе революционных событий 1918—1919.
Эдуард Штадтлер сыграл заметную роль в социально-политической организации правых сил Веймарской Германии. 10 января 1919 года директор Deutsche Bank Пауль Манкивиц в авиаклубе Берлина провёл встречу 50 высокопоставленных представителей промышленного, торгового и банковского бизнеса. В ней участвовали такие видные фигуры немецкой элиты, как Гуго Стиннес, Альберт Фёглер, Сименс, Отто Генрих (концерн Siemens-Schuckert), Эрнст Борзиг, Феликс Дойч (AEG) и Артур Заломонзон (Disconto-Gesellschaft). Наиболее эффективное сотрудничество сложилось у Штадтлера со Стиннесом и Фёглером.
Сумев привлечь крупные пожертвования промышленников, Штадтлер создал в 1919 году Generalsekretariat zum Studium und zur Bekämpfung des Bolschewismus — «Генеральный секретариат по изучению и борьбе с большевизмом», ставший важным центром консолидации германских антикоммунистических сил. Лига и Секретариат организовали массовый выпуск антикоммунистических печатных материалов и проведение публичных мероприятий соответствующего характера. По оценкам соответствующих государственных служб, в 1919-1922 годах в акциях Антибольшевистской лиги приняли участие до 800 тысяч человек.
В своих мемуарах, изданных в 1935 году, Штадтлер рассказывал, что магнаты германской экономики пожертвовали 500 миллионов рейхсмарок в Antibolschewistenfonds — Антибольшевистский фонд. Деньги поступали на добровольной основе от германских предпринимателей через союзы промышленников, торговцев и банкиров. За счёт этих средств было организовано финансирование военизированных формирований, давших вооружённый отпор марксистскому движению.
Эти данные поставил под сомнение американский социальный историк Джеральд Фелдман, по оценкам которого фонд получил около 5 миллионов рейхсмарок. Уже в марте 1919 года Штадтлер перестал быть председателем Лиги. Сотрудничество крупного бизнеса и ультраправого националистического политика осталось краткосрочным эпизодом. Но в любом случае Штадтлеру удалось аккумулировать и использовать в антикоммунистических целях значительные суммы в критически важный период.

## Убийство Розы Люксембург и Карла Либкнехта
В мемуарах, изданных уже в Третьем рейхе Штадтлер не без гордости описал свою роль в убийстве Карла Либкнехта и Розы Люксембург. По его информации, 12 января 1919 года на встрече в отеле «Эдем» он поручил ликвидацию марксистских лидеров начальнику штаба Гвардейской кавалерийской стрелковой дивизии Вальдемару Пабсту. Либкнехт и Люксембург были убиты 15 января 1919 года «людьми майора Пабста» (по званию, присвоенному на тот момент Пабст являлся капитаном, однако самопроизвёлся в майоры).
Штадтлер также утверждал, что 9 января 1919 года убедил Густава Носке применить войска против Берлинского Советского правительства. Эти действия, по его словам, финансировались из Антибольшевистского фонда, учреждённого на встрече 10 января. Однако, согласно мемуарам Пабста, он заручился согласием на убийство Либкнехта и Люксембург со стороны Густава Носке и Фридриха Эберта. Возможно, Штадтлер значительно преувеличивает собственную роль в событиях января 1919 года. Однако его активное участие не вызывает сомнений.

## В правом движении
Эдуард Штадтлер был также председателем Vereinigung für nationale und soziale Solidarität — «Объединения за национальную и социальную солидарность», созданного в 1918 году Генрихом фон Гляйхеном (с 1924 года — Немецкий клуб господ). Он состоял в младоконсервативном Июньском клубе, куда входили известные политики, предприниматели и интеллектуалы — Карл Гельферих, Симон Маркс, Адам Штегервальд, Франц Рёр, Генрих фон Гляйхен-Русвурм, Артур Мёллер ван ден Брук, Отто Штрассер, Франц фон Папен, Гуго Стиннес. Впоследствии многие из них сыграли важную роль в истории НСДАП.
Был членом всегерманского правления милитаристско-монархической боевой организации «Стальной шлем». В 1929 году Штадтлер возглавил военизированную структуру Студенческое братство Стального шлема Лангемарк. Являлся активистом католического студенческого объединения KDStV в Картеле католических немецких студенческих объединений.
11 октября 1931 года Эдуард Штадтлер участвовал в Бад-Гарцбургском межпартийном совещании, посвящённом созданию единого блока германских националистов. В конце того же года вступил в Общество по изучению фашизма.
В 1919—1925 годах Штадтлер издавал младоконсервативный журнал «Совесть» (нем. Das Gewissen); с 1925 года еженедельник «Великогерманский рейх» (нем. Das Großdeutsche Reich).

## Идеологические новации
Эдуард Штадтлер был членом консервативной Немецкой национальной народной партии (в 1918 он вышел из партии Центр, которую посчитал слишком умеренной в антикоммунизме). В 1932-1933 годах представлял партию в рейхстаге и ландтаге Пруссии. Однако его идеологические воззрения нельзя назвать консервативными в традиционном понимании. Штадтлер выступил одним из идеологов и активистов движения консервативной революции. Он призывал

Сочетать браком истинные, неискаженные консервативно-прусские государственные идеи и тенденции волеизъявления с новым, социалистическим содержанием близящейся революции, порождённой мировой войной

В социал-популистском уклоне Штадтлер изначально опирался на католическую социальную доктрину, но заходил гораздо дальше её установок. Уже в 1918—1919 годах в идеях Штадтлера важное место занимали — сильно тревожившие консерваторов и монархистов — мотивы корпоративизма, ультраправого солидаризма и социального популизма.

Радикальный поворот к заигрыванию с массами, к использованию социальной демагогии в интересах манипулирования их общественно-политическим поведением был осуществлен в консервативном лагере Эдуардом Штадлером, основателем так называемой Антибольшевистской лиги и одним из главных организаторов травли революционеров в Германии в ноябре 1918 — январе 1919 г… Демагогия Штадлера была адресована не традиционным социальным кругам, издавна бывшим опорой консерватизма, а рабочим и имела целью оторвать их от организованного рабочего движения.

Отсюда шокировавшие отдельных его консервативных коллег призывы Штадлера к принятию на вооружение требования создания производственных советов на предприятиях, к работе в профсоюзах, к борьбе против хищнического капитала. В некоторых консервативных кругах у Штадлера сложилась репутация «опасного радикала».

А. А. Галкин, П. Ю. Рахшмир, «Консерватизм в прошлом и настоящем»

Штадтлер пропагандировал «немецкий национальный» или «христианско-национальный» социализм. Национально-католический социализм противопоставлялся марксистскому «социализму классовой борьбы». Возглавленное Эдуардом Штадтлером «Объединение за национальную и социальную солидарность» стало первой организацией, квалифицированной как «солидаристская» (в то же время её второе название Solidarier переводится также как «твёрдый ариец»).

Промышленники говорили мне, что вместе с рабочими хотят создать в Германии суверенный немецкий социализм.

Эдуард Штадтлер

Под давлением консервативных финансистов Лиги уже в марте 1919 года Штадтлер вынужден был покинуть руководство организации (к тому времени переименованной в Liga zum Schutze der deutschen Kultur — Лигу защиты немецкой культуры). Сосредоточившись на деятельности в «Объединении за национальную и социальную солидарность», он развивал фашистскую идеологию фёлькише, которая в большой степени коррелировалась с концепциями «левых» нацистов из группы братьев Штрассеров.

Идея или формула «национального социализма», в которой встретились друг с другом обе господствующие мысли XIX века, могла быть найдена на почве многочисленных политических программ и касающихся общественного устройства планов эпохи. Она проступала как в непритязательном рассказе Антона Дрекслера о своём «политическом пробуждении», так и берлинских лекциях Эдуарда Штадтлера, основавшего ещё в 1918 году при поддержке промышленников свою «Антибольшевистскую лигу».

Иоахим Фест, «Гитлер. Биография», том 1

В то же время, ссылаясь на Рудольфа Челлена и Хьюстона Стюарта Чемберлена, он прославлял войну, социальный дарвинизм, право сильного.

## При нацистском режиме. Советский плен и кончина
После прихода к власти нацистов Эдуард Штадтлер не играл в Германии значимой политической роли. В мае 1933 он вступил в НСДАП и некоторое время служил в издательско-пропагандистских структурах. Однако разногласия с Геббельсом вынудили Штадтлера оставить пост. Работал в дюссельдорфском издательстве, занимался своими мемуарами.
В начале 1945 года Эдуард Штадтлер был взят в плен наступающими советскими войсками. Скончался в «Спецлагере N° 7», организованном советской оккупационной администрацией на территории нацистского концлагеря Заксенхаузен.

## Историческая значимость и последующие аналоги
Деятельность Эдуарда Штадтлера, особенно организационная активность периода Антибольшевистской лиги и солидаристские идеологические новшества, позволяет отнести его к основателям современного ультраправого движения и концепции консервативной революции. Некоторые исследователи считают, что идеи Штадтлера нашли выражение в Антибольшевистском блоке народов (АБН) и Всемирной антикоммунистической лиге.

Всемирная антикоммунистическая лига существует по сей день (называется теперь Всемирная лига за свободу и демократию). Эта организация, разгроздившаяся во многих международных и национальных структурах, многое переняла от АБН. Который, напоминаем, заимствовал не только название, но и идейные установки. Если не всегда лично Штадлера, то всегда — «штадлеризма». Теперь, наверное, понятно, почему именно Эдуард Штадлер, а не кто-то другой, воспринимается как отец-основатель современных ультраправых.

Наиболее зримые ассоциации с деятельностью Штадтлера и его структур во второй половине XX века вызывал Ив Герен-Серак с его Aginter Press. Сходство создавалось от совмещения идеолого-пропагандистской составляющей с оперативно-силовой, а также от доктринальной близости. Общие черты прослеживаются даже в персоналиях Штадтлера и Герен-Серака: активное католическое исповедание, военная молодость, идеалистический фанатизм, склонность к политическому насилию.